# I Can See Your House from Here
I Can See Your House from Here är ett musikalbum av John Scofield och Pat Metheny, utgivet 1994 av Blue Note Records. 

## Låtlista
1. "I Can See Your House From Here" (Scofield) – 7:43
  - Solon: Metheny / Scofield
2. "The Red One" (Metheny) – 4:17
  - Solon: Scofield / Metheny
3. "No Matter What" (Scofield) – 7:14
  - Solon: Metheny / Swallow / Scofield
4. "Everybody's Party" (Scofield) – 6:15
  - Solon: Scofield / Metheny / Stewart
5. "Message To My Friend" (Metheny) – 6:09
  - Solon: Scofield / Metheny
6. "No Way Jose" (Scofield) – 7:18
  - Solon: Scofield / Metheny
7. "Say The Brother's Name" (Metheny) – 7:18
  - Solon: Scofield / Metheny
8. "S.C.O." (Metheny) – 4:41
  - Solon: Scofield / Stewart / Metheny
9. "Quiet Rising" (Metheny) – 5:26
  - Solon: Metheny / Scofield
10. "One Way To Be" (Scofield) – 5:45
  - Solon: Scofield / Metheny / Stewart
11. "You Speak My Language" (Scofield) – 6:57
  - Solon: Metheny / Swallow / Scofield

## Medverkande
- John Scofield — gitarr, stålsträngad akustisk gitarr
- Pat Metheny — gitarr, nylonsträngad akustisk gitarr, guitar synthesizer
- Steve Swallow — elbas, akustisk bas
- Bill Stewart — trummor